# 伯恩哈德·道森
伯恩哈德·希尔德布兰特·道森（英語：Bernhard Hildebrandt Dawson，1890年9月21日—1960年6月18日）是一位出生于美国的阿根廷天文学家。
1890年9月21日，他出生在密苏里州堪萨斯城，1916年在密歇根大学获学士学位，从1913年起就在阿根廷拉布拉他天文台工作。1933年，他以一篇《贝塔系统 1000 + 德尔塔 31》的论文被密歇根大学授予博士学位。1948年至1955年被聘为阿根廷圣胡安国立大学教授。他的天文研究领域主要为南半空的双星、变星、掩星、小行星和彗星。1942年11月8日，他可能发现了1942年船尾座新星。1958年，他当选为阿根廷天文协会（Asociación Argentina de Astronomía）首任主席。
伯恩哈德·希尔德布兰特·道森于1960年6月18日去世，享年69岁。小行星1829 道森和月球背面的道森陨石坑就是以他的名字命名的。

## 备注
1. ↑  Hockey, Thomas. . Springer Publishing. 2009  [August 22, 2012]. ISBN 978-0-387-31022-0. （原始内容存档于2019-12-13）.